# 訃報 1975年8月
訃報 1975年8月（ふほう 1975ねん8がつ）では、1975年（昭和50年）8月中に物故した、又は物故が報じられた人物についてまとめる。

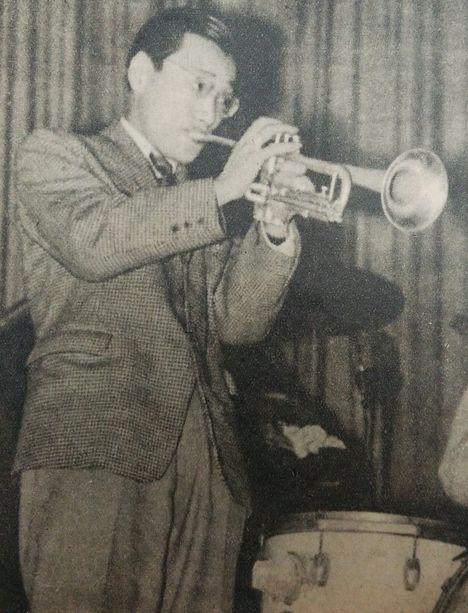
南里文雄 / 8月4日没

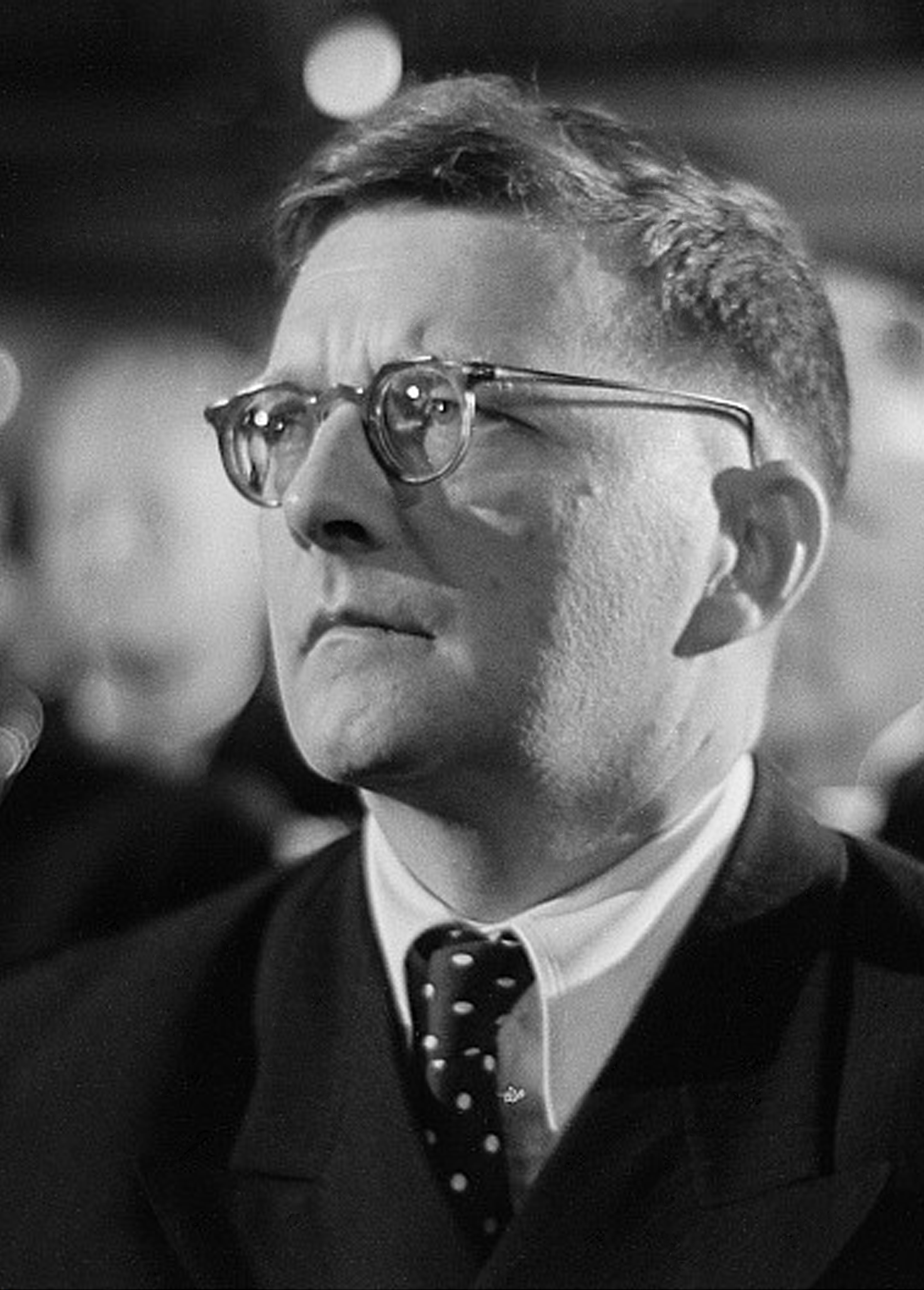
ドミトリ・ショスタコーヴィチ / 8月9日没

## （1日 - 15日）
- 8月4日 - 南里文雄、ジャズ・トランペット奏者（* 1910年）
- 8月5日 - 合田健吉、実業家・政治家（* 1897年）
- 8月5日 - 柴立芳文、農林業指導者・政治家（* 1915年）
- 8月5日 - 真鍋八千代、実業家（* 1894年）
- 8月9日 - ドミトリ・ショスタコーヴィチ、作曲家（* 1906年）
- 8月9日 - 木村卜堂、書家（* 1905年）
- 8月9日 - 見田石介、哲学者・マルクス主義経済学者（* 1906年）
- 8月10日 - 佐佐木行忠、華族（* 1893年）
- 8月10日 - 中村宗雄、法学者（* 1894年）
- 8月11日 - アンソニー・マコーリフ、陸軍大将（* 1898年）
- 8月12日 - ヴェルナー・リットベルガー、フィギュアスケート選手（* 1891年）
- 8月13日 - 植田捷雄、東洋外交史を専門とする学者（* 1904年）
- 8月14日 - 柴田道子、児童文学作家・社会運動家（* 1934年）

## （16日 - 31日）
- 8月18日 - 中田瑞穂、脳神経外科医・俳人（* 1893年）
- 8月18日 - 中山武、プロ野球選手（* 1916年）
- 8月19日 - マーク・ダナヒュー、F1レーサー（* 1937年）
- 8月19日 - 木戸新太郎、タップダンサー・喜劇人・映画俳優（* 1916年）
- 8月19日 - 河内山一夫、元大相撲力士（* 1936年）
- 8月22日 - ランスロット・ホグベン、動物学者・遺伝学者（* 1895年）
- 8月23日 - 大岡虎雄、元プロ野球選手（* 1912年）
- 8月27日 - ハイレ・セラシエ1世、エチオピア最後の皇帝（* 1892年）
- 8月29日 - エイモン・デ・ヴァレラ、第3代アイルランド大統領（* 1882年）
- 8月29日 - 宗村佐信、実業家・教育者（* 1904年）
- 8月30日 - 小堀保三郎、実業家・自動車技術者（* 1899年）